# Bengasi
Bengasi (árabe: بنغازي Binġāzī) es una ciudad del noreste de Libia en la costa del mar Mediterráneo, capital de la división administrativa de su nombre, en la costa oriental del golfo de Sidra. Es la segunda ciudad más grande del país. Su emplazamiento coincide con el de la antigua Berenice. Cerca de este lugar se libraron batallas clave durante la Segunda Guerra Mundial entre el Afrika Korps y los aliados y la ciudad fue el baluarte de los opositores a Muamar el Gadafi durante la guerra civil libia. Localizada en la línea de ferrocarril, Bengasi tiene un considerable comercio de caravanas con el interior. Es el centro comercial de cereales, dátiles, aceitunas, lana y ganadería de las áreas que la rodean. Además de la agricultura hay otras actividades importantes como la pesca de atún y la recolección de esponjas. Las esponjas, las pieles y la madera son los productos que más se exportan. En la ciudad se encuentran la Universidad de Garyunis y la Libyan International Medical University. 

## Etimología
El nombre actual de la ciudad de Bengasi, se deriva del de un benefactor piadoso de la ciudad, llamado Sidi Ghazi (f. 1450). La ciudad pasó a llamarse Bani Ghazi (que literalmente significa ‘hijos de Ghazi’). En la cultura islámica, ghazi significa literalmente ‘veterano’. Un soldado que sobrevive a una guerra importante o choque gana este título. En turco, bingazi significa literalmente ‘mil ghazis’, pero esto debe ser la asimilación del nombre en turco mediante el uso de una palabra homófona.

## Historia

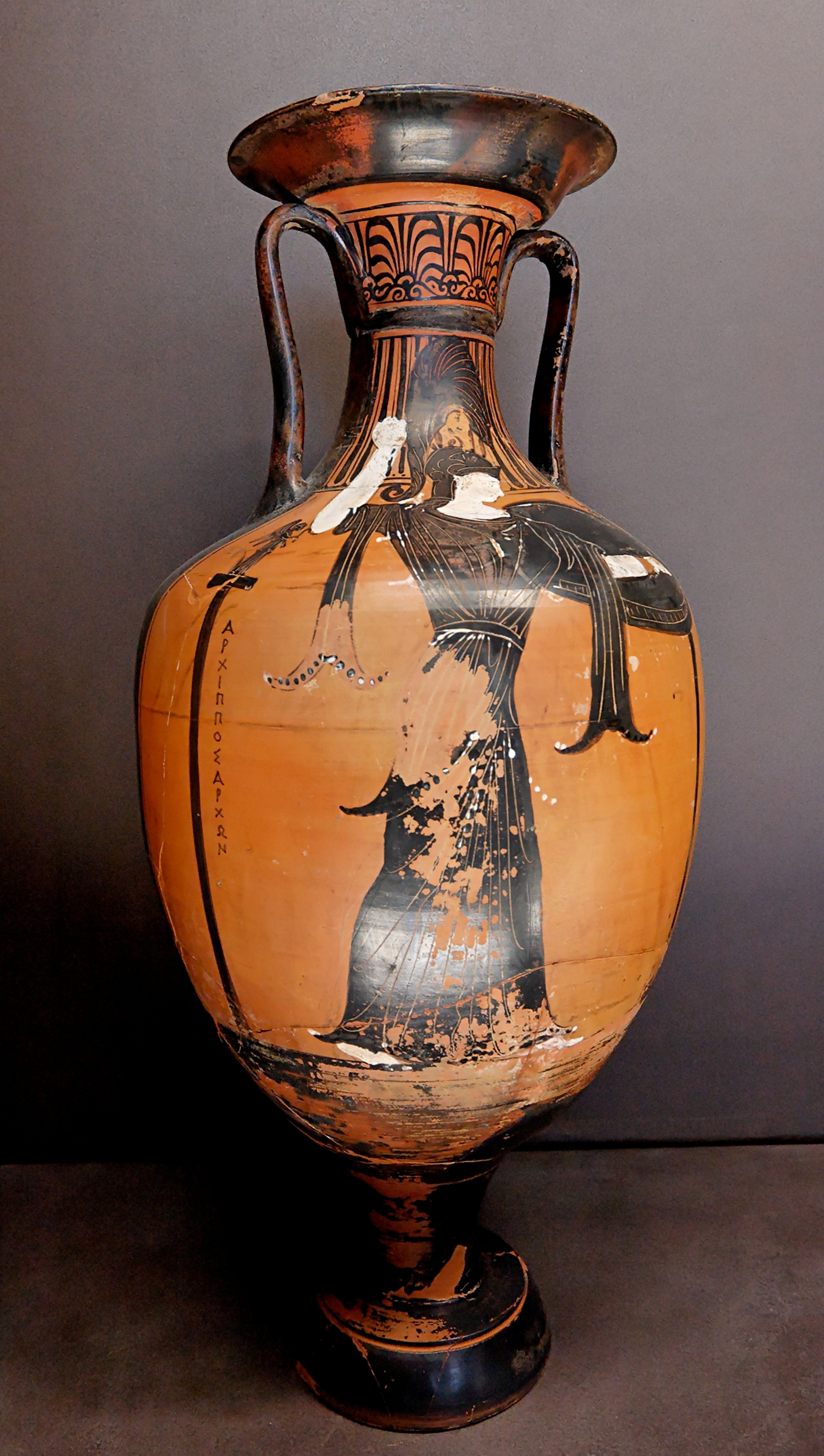
Una ánfora de panateneas, hallada en Bengasi, de los tiempos de la antigua Evespérides.

El moderno Bengasi, en el golfo de Sidra, se encuentra un poco al suroeste del lugar de la antigua ciudad griega de Evespérides. Esta ciudad fue fundada probablemente en el siglo VI a. C. y posteriormente recibió el nombre de Berenice en el siglo III a. C. en honor de Berenice II de Egipto, la hija de Magas, rey de Cirene, y la esposa de Ptolomeo III, el gobernante de Egipto. Bengasi más tarde se convirtió en una ciudad romana y prosperó durante 600 años. La ciudad sustituyó a Cirene y Barca como el principal centro de la región Cirenaica, después del siglo III d. C. y durante los ataques persas; fue durante la invasión árabe, entre el 642 y el 643, que la ciudad fue reducida a una insignificante aldea entre las magníficas ruinas.
En el siglo XIII, la pequeña población se convirtió en un lugar importante para el comercio creciente entre los comerciantes genoveses y las tribus del interior. En mapas del siglo XVI, aparece con el nombre de Marsa ibn Ghazi. El puerto de Bengasi tenía una situación estratégica, y de esto se dieron cuenta los otomanos.
En 1578 los turcos invadieron Bengasi y la gobernaron desde Trípoli (como parte del Eyalato de Trípoli). Esa vinculación se mantuvo cuando la dinastía Karamanli consiguió hacer a la regencia de Trípoli prácticamente independiente en el periodo 1711-1835. Después de esa fecha, todo el territorio volvió a quedar directamente bajo dominio otomano hasta 1911. En virtud del dominio otomano, Bengasi fue la provincia otomana más pobre. No disponía de una carretera pavimentada ni de un servicio telegráfico, y el puerto era demasiado estrecho para permitir el acceso del transporte marítimo. Pescadores de esponjas griegos e italianos trabajaron en sus aguas costeras. En 1858, y nuevamente en 1874, Bengasi fue devastada por la peste bubónica.
En 1911, Bengasi fue invadida por los italianos. La población local de la Cirenaica, bajo la dirección de Omar Mukhtar resistió a la ocupación italiana. La resistencia local fue derrotada y Cirenaica sufrió una opresión despiadada, sobre todo durante la dictadura de Mussolini. Cerca de 125 000 libios se vieron obligados a permanecer en los campos de concentración, y cerca de dos tercios de ellos perecieron. 
Bombardeada fuertemente en la Segunda Guerra Mundial, Bengasi fue reconstruida más tarde -ya tras la proclamación de la independencia de Libia- gracias al hallazgo de yacimientos petrolíferos en el país, un cuestión clave de la moderna Libia.
El 15 de abril de 1986 la Fuerza Aérea y la Armada de los Estados Unidos bombardearon Trípoli y Bengasi. El presidente Ronald Reagan justificó los ataques aduciendo que Libia era responsable del terrorismo dirigido contra Estados Unidos, incluyendo la bomba en la discoteca La Belle (en Berlín Occidental) diez días antes.
Durante la guerra civil libia, se produjeron incidentes entre manifestantes y partidarios del gobierno, con varios muertos como resultado y alrededor del 21 de febrero la ciudad quedó fuera del control gubernamental de Gadafi, que posteriormente sería derrocado por este levantamiento, instaurándose un nuevo gobierno. El 11 de septiembre de 2012 se produjo un ataque a la misión diplomática de Estados Unidos en Bengasi en el que resultó muerto el embajador estadounidense J. Christopher Stevens y tres estadounidenses más, así como miembros del ejército libio. Los hechos ocurridos fueron recreados posteriormente en la película 13 Horas: Los soldados secretos de Bengasi, estrenada en el año 2016.

## Geografía

### Clima
Bengasi tiene un clima cálido semiárido (clasificación climática de Köppen BSH). Al norte de la ciudad es clima Mediterráneo, y al sur el clima es desértico. Los veranos en Bengasi son cálidos y secos. Los inviernos son suaves, con lluvias ocasionales. La precipitación anual es baja de 268 mm por año.
| Parámetros climáticos promedio de Bengasi (1961 - 1990) | Parámetros climáticos promedio de Bengasi (1961 - 1990) | Parámetros climáticos promedio de Bengasi (1961 - 1990) | Parámetros climáticos promedio de Bengasi (1961 - 1990) | Parámetros climáticos promedio de Bengasi (1961 - 1990) | Parámetros climáticos promedio de Bengasi (1961 - 1990) | Parámetros climáticos promedio de Bengasi (1961 - 1990) | Parámetros climáticos promedio de Bengasi (1961 - 1990) | Parámetros climáticos promedio de Bengasi (1961 - 1990) | Parámetros climáticos promedio de Bengasi (1961 - 1990) | Parámetros climáticos promedio de Bengasi (1961 - 1990) | Parámetros climáticos promedio de Bengasi (1961 - 1990) | Parámetros climáticos promedio de Bengasi (1961 - 1990) | Parámetros climáticos promedio de Bengasi (1961 - 1990) |
| Mes                                                     | Ene.                                                    | Feb.                                                    | Mar.                                                    | Abr.                                                    | May.                                                    | Jun.                                                    | Jul.                                                    | Ago.                                                    | Sep.                                                    | Oct.                                                    | Nov.                                                    | Dic.                                                    | Anual                                                   |
| ------------------------------------------------------- | ------------------------------------------------------- | ------------------------------------------------------- | ------------------------------------------------------- | ------------------------------------------------------- | ------------------------------------------------------- | ------------------------------------------------------- | ------------------------------------------------------- | ------------------------------------------------------- | ------------------------------------------------------- | ------------------------------------------------------- | ------------------------------------------------------- | ------------------------------------------------------- | ------------------------------------------------------- |
| Temp. máx. abs. (°C)                                    | 27                                                      | 28                                                      | 38                                                      | 41                                                      | 42                                                      | 43                                                      | 41                                                      | 41                                                      | 41                                                      | 38                                                      | 35                                                      | 26                                                      | 43                                                      |
| Temp. máx. media (°C)                                   | 16.7                                                    | 18.0                                                    | 20.3                                                    | 24.7                                                    | 28.9                                                    | 31.8                                                    | 31.7                                                    | 32.3                                                    | 30.8                                                    | 27.8                                                    | 23.2                                                    | 18.4                                                    | 25.4                                                    |
| Temp. media (°C)                                        | 12.6                                                    | 13.4                                                    | 15.3                                                    | 19.1                                                    | 22.7                                                    | 25.9                                                    | 26.1                                                    | 26.6                                                    | 24.2                                                    | 22.3                                                    | 18.0                                                    | 14.4                                                    | 20.1                                                    |
| Temp. mín. media (°C)                                   | 8.3                                                     | 8.4                                                     | 9.5                                                     | 12.8                                                    | 16.0                                                    | 19.2                                                    | 20.2                                                    | 20.8                                                    | 19.4                                                    | 16.5                                                    | 13.3                                                    | 9.9                                                     | 14.5                                                    |
| Temp. mín. abs. (°C)                                    | 3                                                       | 3                                                       | 3                                                       | 5                                                       | 9                                                       | 13                                                      | 14                                                      | 16                                                      | 11                                                      | 11                                                      | 7                                                       | 4                                                       | 3                                                       |
| Lluvias (mm)                                            | 66                                                      | 41                                                      | 18                                                      | 5                                                       | 3                                                       | 3                                                       | 0                                                       | 3                                                       | 3                                                       | 18                                                      | 46                                                      | 64                                                      | 270                                                     |
| Días de lluvias (≥ 1 mm)                                | 12                                                      | 10                                                      | 3                                                       | 1                                                       | 0                                                       | 0                                                       | 0                                                       | 0                                                       | 0                                                       | 3                                                       | 6                                                       | 10                                                      | 45                                                      |
| Horas de sol                                            | 179.8                                                   | 192.0                                                   | 232.5                                                   | 252.0                                                   | 319.3                                                   | 327.0                                                   | 381.3                                                   | 365.8                                                   | 288.0                                                   | 251.1                                                   | 213.0                                                   | 167.4                                                   | 3169.2                                                  |
| Humedad relativa (%)                                    | 76                                                      | 73                                                      | 67                                                      | 58                                                      | 55                                                      | 55                                                      | 65                                                      | 67                                                      | 65                                                      | 64                                                      | 70                                                      | 74                                                      | 65.8                                                    |
| Fuente n.º 1: Weltwetter Spiegel Online                 |                                                         |                                                         |                                                         |                                                         |                                                         |                                                         |                                                         |                                                         |                                                         |                                                         |                                                         |                                                         |                                                         |
| Fuente n.º 2: BBC Weather / Climatemps.com (% sunshine) |                                                         |                                                         |                                                         |                                                         |                                                         |                                                         |                                                         |                                                         |                                                         |                                                         |                                                         |                                                         |                                                         |

## División administrativa
Bengasi es una de los 22 Libia shabiyahs (distritos de la gente). Shabiyah Bengasi se divide en 32 divisiones según el Congreso administrativo, en el que las responsabilidades de las unidades correspondientes políticas de la caída del mismo nombre. El funcionario 32 congresos populares de base de Benghazi son:

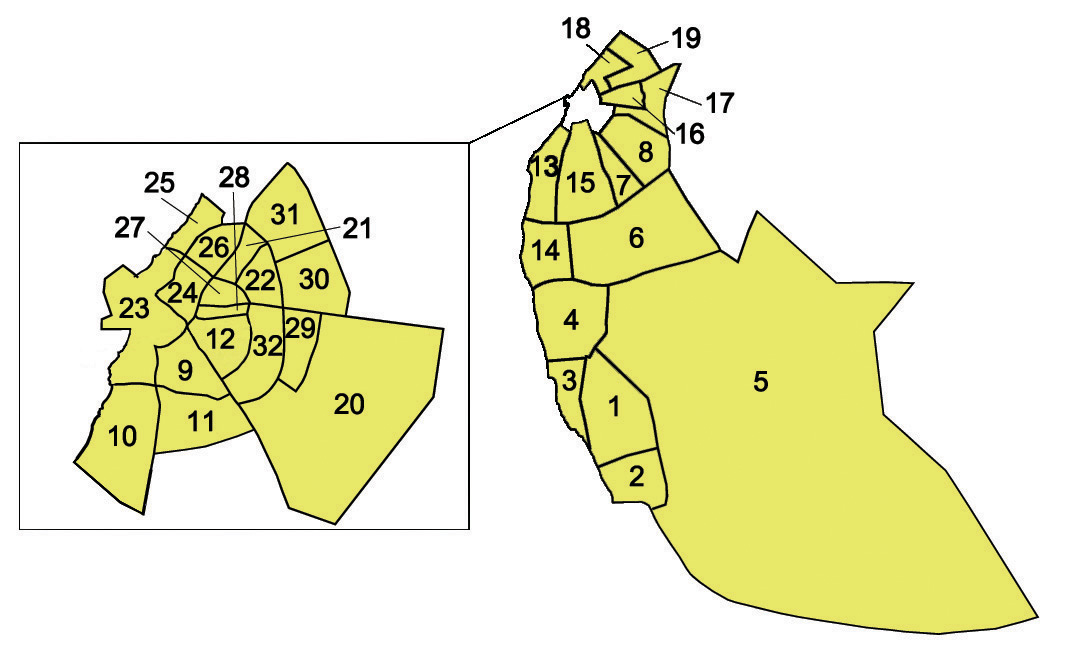
Hay 32 shabiyahs en Bengasi.

| 1 Al-Magroon 2 Al-Saahil al-Gharbi 3 Karkoora 4 Gimeenis 5 Suluq 6 Al-Khadhraa 7 Al-Nawagiya 8 Al-Magziha 9 Al-Keesh 10 Garyounis 11 Al-Fuwayhat |  |  |  |  |  |  |  |  |  |  |  |  |  |  |  | 12 Al-Berka 13 Bu-Fakhra 14 Jarrutha 15 Al-Quwarsha 16 Bu Atni 17 Benina 18 Al-Kwayfiya 19 Sidi Khalifa 20 Al-Hawari 21 Al-Thawra al-Shabiyah 22 Shuhadaa al-Salawi |  |  |  |  |  |  |  |  |  |  |  |  |  |  |  | 23 Madinat Benghazi 24 Sidi Hsayn 25 Al-Sabri 26 Sidi Abayd 27 Al-Salmani 28 Raas Abayda 29 Benghazi al-Jadida 30 Al-Uruba 31 Hay al-Mukhtar 32 Al-Hadaa'ik |

## Economía

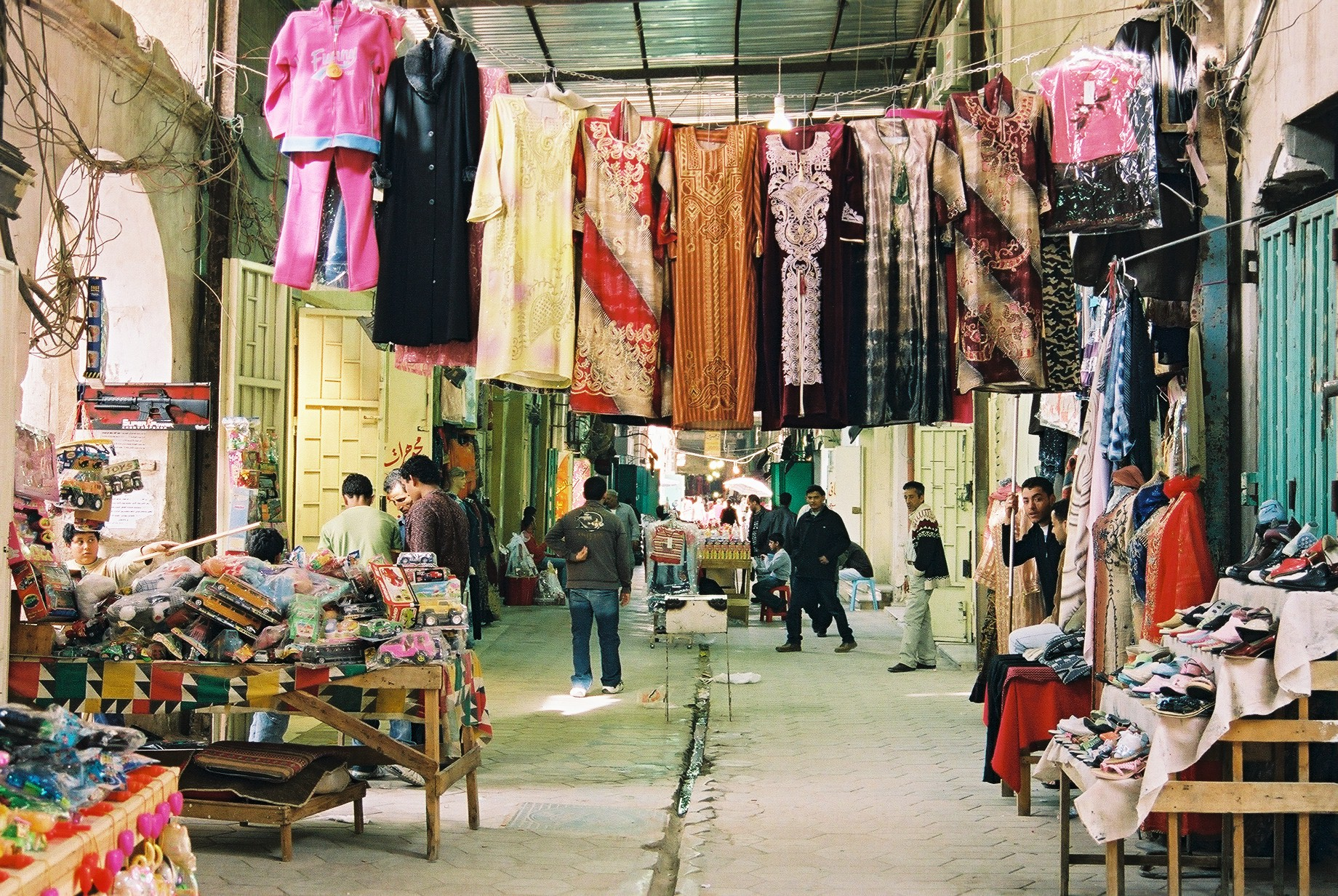
Mercado en Bengasi

Bengasi es la principal ciudad de Libia, después de la capital, Trípoli, y uno de los principales centros económicos del país. La ciudad tiene un puerto importante, que es de gran importancia para su economía, ya que muchos productos alimenticios y productos manufacturados deben ser importados en Libia, a través de este puerto. Bengasi es también un importante centro industrial y comercial del país. Las principales industrias manufactureras de la ciudad son de alimentos elaborados, textiles, curtiembre, procesadoras de sal, y materiales de construcción, cemento, una gran fábrica de esta, se ubica en al-Hawari. El procesamiento de alimento se basa en el pescado local, las mercancías importadas, y los productos de regadío de las tierras bajas costeras y las montañas cercanas al Jabal al-Akdhar, incluyendo cereales, dátiles, aceitunas, lana y carne.
Las finanzas también son importantes para la economía de la ciudad. El Banco Libio de Comercio y Desarrollo, mantiene sucursales en Bengasi, y su sede es una torre alta de oficinas en la calle Gamal Abdel Nasser, en el-Berka. Otros grandes bancos en la ciudad son el Banco Central de Libia, en la oficina del centro de la ciudad. No obstante, la industria petrolera es la que impulsa el comercio de la ciudad. Las grandes empresas nacionales como Al-Brega Oil Marketing Company y Arabian Gulf Oil Company, son importantes para la economía de la ciudad, y dan empleo a muchas personas. En los últimos años, franquicias internacionales como Benetton, H&M y Nike, han abierto en Bengasi.
El turismo es todavía incipiente en Libia. Sin embargo, esta industria cada vez es más importante en Bengasi. La mayoría de los turistas que visitan el este de Libia, usan Bengasi como base para explorar las ruinas griegas de Cirene o excursiones al desierto hacia el sur, en Kufra. Los dos principales hoteles de la ciudad son el Hotel Tbisti y el Hotel Uzu, sin embargo, han abierto otros hoteles en los últimos años, para atender a la creciente demanda. Las artesanías se pueden encontrar en los muchos zocos de la ciudad, aunque tienen poca importancia en la economía de la ciudad.
La compañía sueca Skanska construyó una red adecuada de autopistas y pasos elevados, en las décadas posteriores a la Revolución Libia en 1969, lo que ha hecho que el transporte de mercancías entre Bengasi y otras ciudades sea más fácil. El transporte aéreo de la ciudad se hace por el Aeropuerto Internacional de Benina. Hay numerosos vuelos diarios a la capital Trípoli, y también hay conexiones con otras ciudades de África, Asia y Europa.

## Paisaje urbano

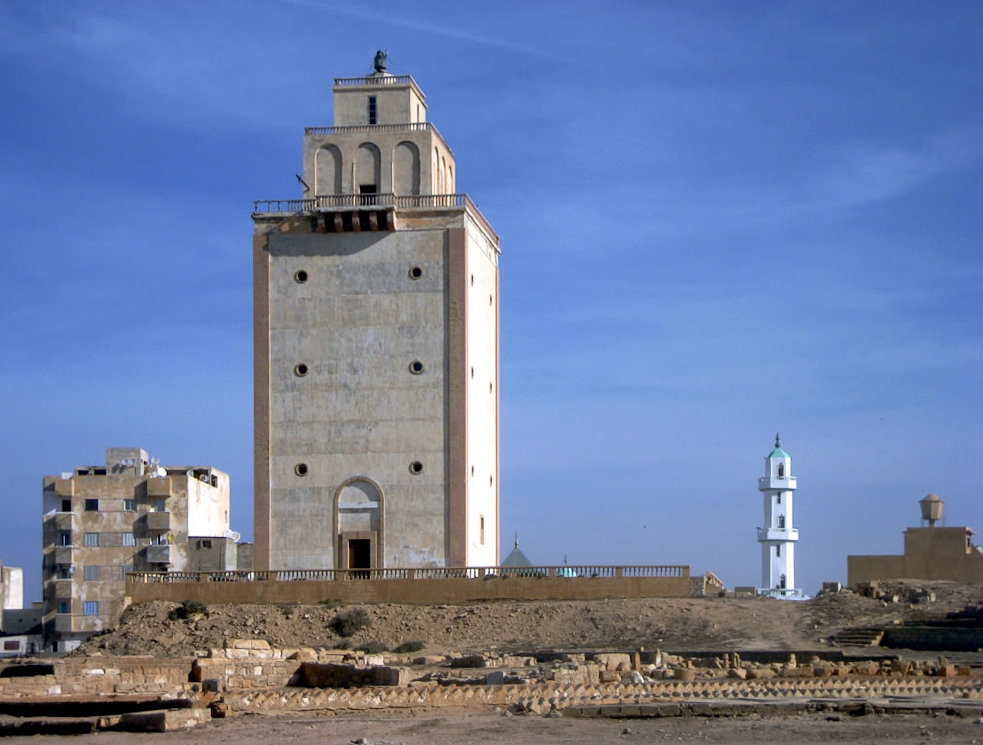
Faro construido durante el dominio italiano

La ciudad se divide en muchos barrios, algunos de los cuales se formaron durante el dominio colonial italiano, y otros muchos se han desarrollado como resultado de la expansión urbana moderna. Los diferentes barrios tienen distintos niveles de prosperidad económica, o ambientes culturales, históricos o sociales. La ciudad está dividida en las siguientes áreas: Bengasi Central (coloquialmente conocido como al-Blaad por los lugareños) que incluye la medina y el casco antiguo. Los Distritos Centrales que rodean la ciudad como Al-Sabri, Sidi Abayd, Sidi Hsayn, Al-Berka, Al-Salmani, Al-Hadaa'ik, Al-Fuwayhat y Al-Keesh. Los suburbios centrales como Al-Laythi, Atni Bu, Al-Quwarsha y Al-Hawari. Los distritos de la costa como Al-Kwayfiya (norte), Garyunis, Bu-Fakhra y Jarrutha (sur). Y los suburbios de los alrededores como Gimeenis, Benina y Sidi Khalifa.
En el centro de Bengasi está la mayoría de los monumentos históricos de la ciudad. Prácticamente todos los teatros de Bengasi, bibliotecas, los mejores almacenes de ropa, mercados y antiguas mezquitas se encuentran allí. El barrio italiano también se encuentra en el centro. Los distritos centrales son en su mayoría las zonas residenciales y comerciales, como Sidi Hsayn. Los barrios centrales son casi en su totalidad residenciales y más como pequeños pueblos por derecho propio; Al-Quwarsha es un buen ejemplo de ello. Los distritos costeros (sobre todo los distritos del sur) son donde se encuentran las playas de Bengasi. Algunos barrios se han convertido en más populares en los últimos años (como Qanfuda). Estas zonas son principalmente recreativas aún, sin embargo, muchos centros turísticos de playa del barrio conocido localmente como chalé se han construido en años anteriores como los de la playa de al-Nakheel, y los condominios Nayrouz.

## Deportes
Bengasi es la segunda ciudad más grande de Libia, y como tal, tiene algunas de las mejores instalaciones deportivas en el país. La ciudad cuenta con instalaciones deportivas de diferentes tipos, tales como estadios de fútbol, clubes de playa, donde se practican muchos deportes acuáticos, así como varias otras instalaciones deportivas públicas y privadas. Bengasi acoge numerosos eventos deportivos a nivel nacional durante todo el año. Así, acogió la Copa Africana de Naciones 1982, y la Copa Africana de Naciones 2017, aunque originalmente acogería la Copa Africana de Naciones 2013, pues esta por la guerra de 2011 fue trasladada a Sudáfrica.
El fútbol es el deporte más popular en Bengasi, y dos de los clubes de mayor éxito en el país, tienen su sede en esta ciudad: Al Ahly y Al Nasr. En la ciudad se encuentra el Estadio 28 de Marzo, el segundo más grande de Libia, con capacidad para unas 55.000 personas. El estadio acogió seis juegos de la fase de grupos de la Copa Africana de Naciones 1982, así como una de las semifinales de la misma. Sin embargo, a partir del 2009, el estadio ha sido cerrado, y se han iniciado trabajos de demolición para la construcción de un nuevo estadio. Los trabajos de construcción del nuevo estadio, que tendrá capacidad para 45.000 personas, se espera terminen en 2011, a tiempo para la celebración de la Copa Africana de Naciones 2014.
El centro deportivo más grande en Bengasi es la Medina al-Riyadhia (ciudad deportiva). El complejo está situado al sur del centro de la ciudad, y alberga el Estadio 28 de Marzo, un estadio de atletismo, y el estadio de baloncesto Suliman Ad-Dharrath Arena, que albergó el Campeonato FIBA África 2009. El complejo cuenta también con un palacio de deportes, para los deportes bajo techo, así como un estadio de tenis. La instalación fue construida en la década de 1950, sin embargo, los estadios han sido objeto de trabajos de mantenimiento en los últimos años. A partir del 2009, la Medina al-Riyadhia, fue cerrada por los trabajos de demolición del Estadio 28 de Marzo.
Siendo Bengasi una ciudad costera, sus playas son un centro para actividades deportivas. La costa de Jeliana es sede del Club de Playa Milaha, entre otros. El windsurf y la natación son los deportes acuáticos más populares en Bengasi. También hay varios clubes de deportes de contacto en la ciudad, el judo y el taekwondo, son los más destacables. Recientemente el rugby 7 ha experimentado un gran desarrollo en la ciudad. Los gimnasios se han vuelto más populares en la ciudad en los últimos años, debido a una mayor preocupación por la vida sana entre los libios.